# Pessigolles

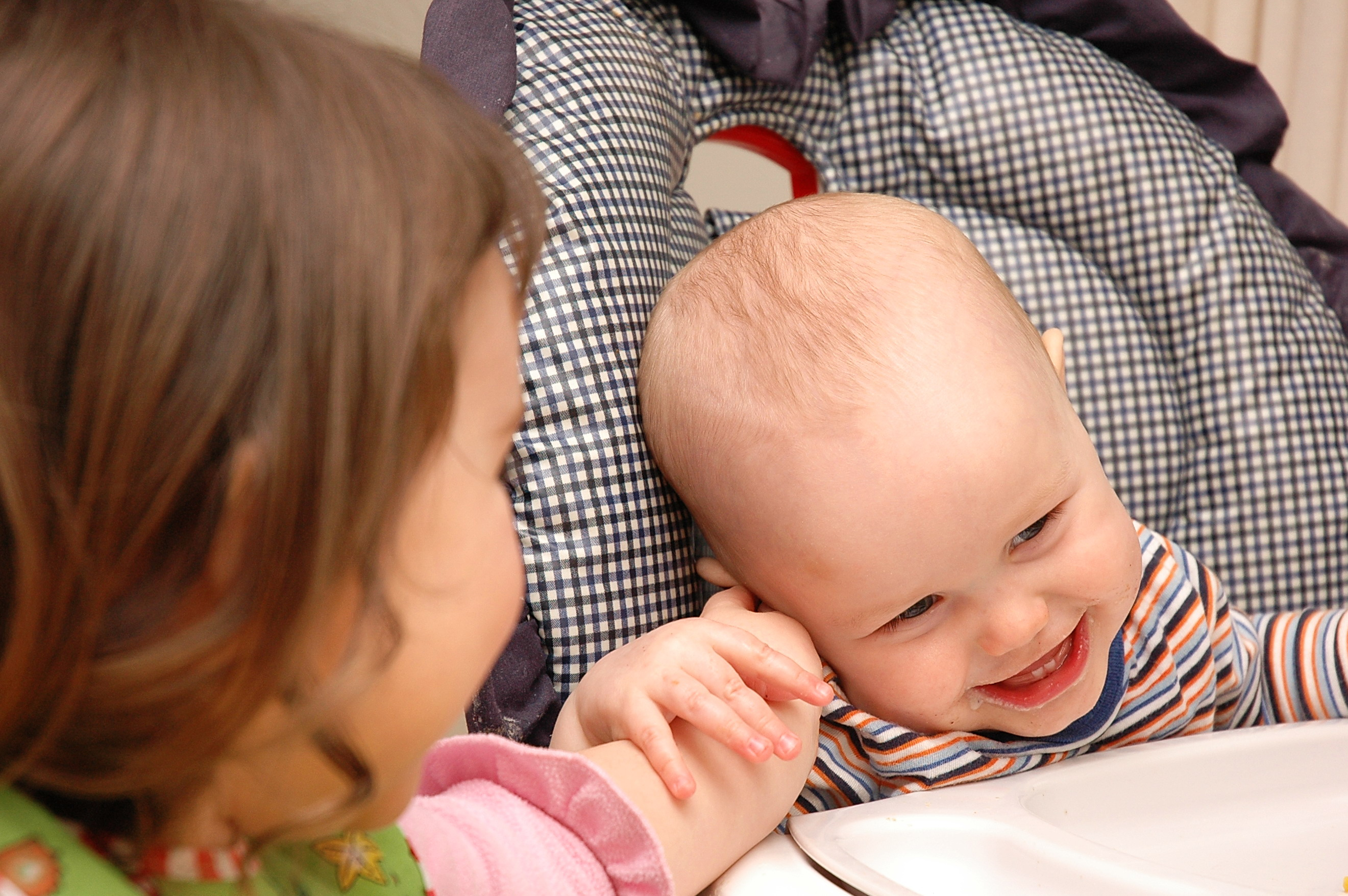
Una nena fa pessigolles al seu germà petit.

Les pessigolles o cuscanelles són una sensació que s'experimenta en algunes parts del cos quan són lleugerament tocades, que sol provocar involuntàriament la rialla i, si són continuades, una convulsió. També poden produir-se quan s'efectua pressió en aquestes zones, i especialment quan ho realitza una altra persona amb un vincle afectiu. Per condicionament, també es generen quan el subjecte creu que està a punt de ser tocat. Són inicialment plaents, però al cap de cert temps es tornen desagradables. Quan les pessigolles es produeixen, s'activa l'escorça somatosensorial.
Es creu que relaxen i enforteixen els músculs. Per exemple, les pessigolles en els peus estimulen els músculs de la cama i del peu. En ser així, són bones per als atletes o corredors. Les aixelles, les costelles, el coll, els palmells de les mans i les plantes dels peus són zones l'estimulació de les quals mitjançant pessigolles produeix el riure amb més gran facilitat.
El procés de donar i rebre pessigolles obeeix a una espècie de programació neurològica que estableix vincles personals. Succeeix el mateix amb el sexe. És, en definitiva, una activitat comunicadora innata. Prova d'això és que difícilment una persona es fa pessigolles a si mateixa. En alguns estudis s'ha demostrat que no és possible d'autoinduir-se pessigolles a causa d'un mecanisme cerebral que anticipa els moviments propis, que bloca la  sensibilitat provocada per tal tocament. Tanmateix, amb l'ajuda d'un robot de control remot que es mogui amb lleugers retards a les ordres rebudes sí que és possible l'autoinducció.
Les pessigolles també s'han anomenat «reacció de por», per tal com el cervell fa que el múscul "atacat" es mogui bruscament, però això no evita que, en ocasions extremes, indegudament causi riure; és a dir: més aviat impliquen por de rebre sensacions estranyes infligides per una altra persona.

## Noms dialectals
Al Rosselló i a l'Empordà pessigoles.
cassigoles (Puigcerdà, Borredà, Alàs), cassanogues (Ulldecona), cassònigues (Ulldecona).
Al País Valencià s'usen, a més de cuscanelles (Alcoi, Campello, Benilloba, Cocentaina, Crevillent, El Pinós, Guardamar, Muro), els mots cosconelles (El Ràfol de Salem, La Ribera, Massalavés, Llanera, Polinyà, Beniopa, Vall de Gallinera, Calp), casconelles (Tavernes de la Valldigna), cosquenelles (l'Olleria), cosquerelles (Camp de Túria, Benaguasil), cusquerelles (Horta de València, Benaguasil, Nules, Carlet), cosquelles, cusquelles i sorelles. cossinogues (Vinaròs, Villar de Canes, Pobla de Benifassà, Cinctorres, Maestrat i Ports de Morella), cassinogues/cassònies (Peníscola); cassònigues/cassinògues i sessinògues (Vinaròs; cassanogues (Salzadella, Vinaròs?), cosquinogues (Alcora), cosquelles (Torís, Moixent, Vistabella, Biar), cosquilles (Cinctorres), cosquerelles (Val.), cosquinyoles, conetes (a Cabanes, per ex.), sigolletes (Vall d'Uixó, Almassora, Vilavella, diminutiu del ja diminutiu pessigolletes), segulletes (Oropesa), picoretes (Altea, Cocentaina, Sueca, Gandia, Massalavés, Genovés, Manuel), regalletes.
En alguns llocs s'empren aquests mots exclusivament en diminutiu. Així, per exemple, a Banyeres de Mariola diuen habitualment cusquelletes. Per a una visió completa, vegeu https://dialnet.unirioja.es/descarga/articulo/5155593.pdf Precisions sobre les àrees dialectals en el català del nord del País Valencià, d'Andreu Beltran Zaragozá.
A les Illes Balears s'empra pessigolles (Mallorca), cassogues (Eivissa) i còssigues (Mallorca, Menorca), cossiguetes (Menorca), joques (Migjorn-Gran, Alaior).

## Pessigolles com a tortura
Les pessigolles poden esdevenir procediments de tortura, de moltes maneres. La més popular és la de les plantes dels peus. Regularment es lliga l'individu o víctima a un llit, taula o assegut en una cadira. Amb les cames aixecades i els peus –descalços– lligats a una altra cadira, se li fan pessigolles de manera suau, però a mesura que passa el temps s'augmenta la pressió fins a sufocar a la víctima i fer-la patir. Per a aquesta modalitat de tortura es poden utilitzar instruments tals com a plomes, plomalls, raspalls, les mans mateixes o qualsevol objecte de superfície vellutada o que simplement provoqui pessigolles. L'objecte més comú i popular per a fer pessigolles és la ploma. A les sèries de televisió i a les caricatures, en general, al personatge el torturen fent-li pessigolles, principalment en els peus, i sempre amb plomes.